# Dulo
La dinastia Dulo (in bulgaro Дуло?) rappresenta la stirpe originaria  dei primi sovrani proto-bulgari, sebbene la sua origine resti incerta e circondata da molteplici teorie.
Il leggendario antenato della famiglia, Avitohol, è citato nel Nominalia dei khan bulgari. Numerosi storici vedono un collegamento tra i primi due nomi del Nominalia, Avitohol e Irnik, e il clebre condottiero  Attila insieme a suo figlio Ernakh. Sebbene il Nominalia non menzioni esplicitamente legami con gli Unni, ciò non ne esclude la possibilità, né quella con gli Xiongnu, antica popolazione nomade dell'Asia centrale.
Il primo esponente storico della dinastia, Kubrat, fondò la Grande Bulgaria nell'odierna Ucraina. Dopo la conquista del regno da parte dei Cazari nella seconda metà del VII secolo, i figli di Kubrat si dispersero in tutta l'Europa con le rispettive orde: Batbajan andò nel Khanato di Khazaria, Kotrag fondò la Bulgaria del Volga, Kuber si recò in Macedonia, Asparuch nella Bassa Misia e Alcek in Italia.

## Origine della dinastia Dulo
L'origine della famiglia Dulo rimane poco chiara, per quanto vi siano numerose teorie al riguardo:
- Turca:[10][11] Ipotesi più accreditata tra gli studiosi, che associa i Dulo alle tribù Dulu del Khaganato turco occidentale.[12][13] Tuttavia, lo storico Peter Golden, pur inclinando verso questa teoria,[14] invita alla prudenza, definendo il collegamento come speculativo.[15]
- Unna: Un'altra teoria propone una discendenza unna[16][17][18], basata sulla credenza che gli Unni stessi fossero di origine turca. Anche questa ipotesi, però, non è universalmente accettata.[19][20]
- Xiongnu: Alcuni studi retrodatano l’origine fino agli Xiongnu, antica popolazione nomade dell’Asia centrale, ma il collegamento resta ipotetico.

## Etimologia mitica del nome “Dulo”
Il poema epico Cäğfär Taríxı propone un'origine leggendaria del nome Dulo, dal mitico fiume Dulosu, che scorreebbe nell'Asia centrale, lungo il quale vissero i fondatori della famiglia. 
Alcuni autori identificano questo fiume con il Talas, tra gli odierni Kazakistan e Kirghizistan, dove sono state trovate  necropoli risalenti alla fine del I millennio a.C., caratterizzate da tombe a nicchie e da crani brachicranici con tracce di deformazione artificiale simile a quella praticata dai Proto-bulgari. D'altra parte, il cognome Dulu è diffuso nella regione delle città kazake di Şımkent, Taraz e Almaty.
Il lupo è indicato come animale totemico della famiglia Dulo, condiviso anche da altri popoli delle steppe come i Turchi e i Mongoli.
Il nome di Kubrat, primo leader storico dei Dulo, potrebbe significare proprio “lupo” secondo alcune interpretazioni etimologiche.

## Nella cultura di massa
La Dulo Hill è una collina rocciosa alta circa 210 metri, situata nella zona di Dospey Heights sulla penisola Byers dell’isola Livingston, parte delle Isole Shetland Meridionali in Antartide.

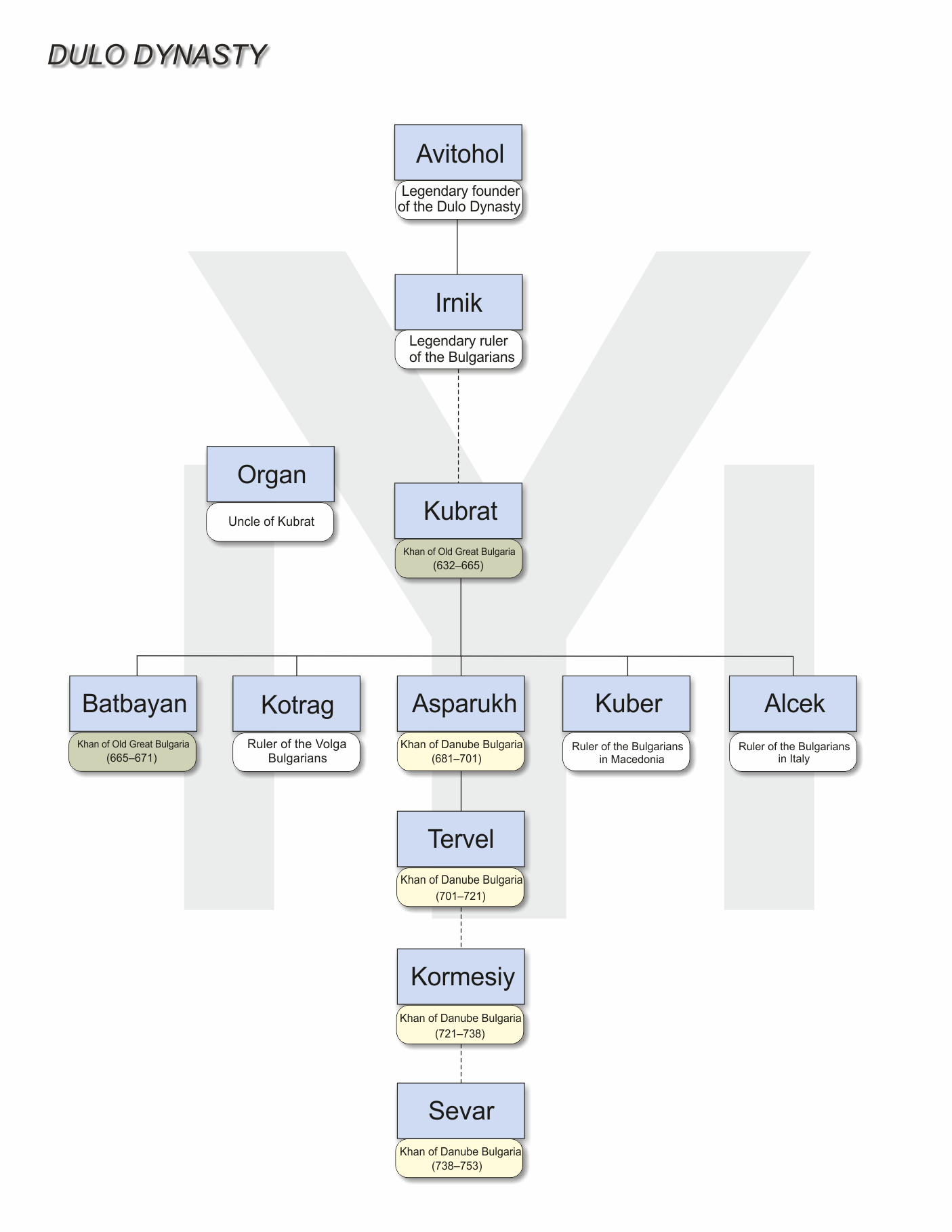
La dinastia Dulo

## Sovrani della famiglia Dulo
- Avitohol
- Irnik
- Kubrat
- Batbajan
- Kuber
- Kotrag
- Asparuch
- Alcek
- Tervel
- Cormesij
- Sevar